# Ermite à gorge rayée
Phaethornis striigularis
Espèce
Répartition géographique
Statut de conservation UICN

 LC  : Préoccupation mineure
Statut CITES
L'Ermite à gorge rayée (Phaethornis striigularis) est une espèce de colibris (famille des Trochilidae).

## Description
L'ermite à gorge rayée a le dessus vert-bronze avec une couronne beaucoup plus foncée et les plumes du croupion brodées de roux. La zone post-oculaire est rayée de chamois et la zone auriculaire est noire. Le dessous est grisâtre avec les flancs teintés de roux. La gorge est sombre avec un aspect plus or moins rayé. La queue est vert-bronze foncé avec les rectrices centrales pointées de blanc terne, le reste pointé étroitement de chamois. Le bec est noir avec la moitié inférieure du dessous jaune.

## Répartition
Cet oiseau est présent en Amérique centrale et au nord de l'Amérique du Sud du sud du Mexique jusqu'au Venezuela et à l'Équateur.

## Habitats
Cette espèce habite les forêts tropicales et subtropicales humides de plaines et de montagne.

## Taxinomie
L'espèce a été séparée de Phaethornis longuemareus sur des bases morphologiques et parce que le rapprochement des deux espèces effectué par Griscom en 1932 ne reposait sur aucun argument satisfaisant. Cette séparation fait suite aux travaux de Hinkelmann et Schuchmann en 1997.
L'espèce n'existe donc pas dans la taxinomie Sibley-Ahlquist (1990, 1993).

## Sous-espèces
D'après la classification de référence (version 10.1, 2020) du Congrès ornithologique international, cette espèce est constituée des quatre sous-espèces suivantes (ordre phylogénique) :
- Phaethornis striigularis saturatus Ridgway, 1910 ;
- Phaethornis striigularis subrufescens Chapman, 1917 ;
- Phaethornis striigularis striigularis Gould, 1854 ;
- Phaethornis striigularis ignobilis Todd, 1913.